# Едвін Габбл
Едвін Павелл Габбл (також Едвін Поуелл Хаббл, англ. Edwin Powell Hubble, 20 листопада 1889, Маршфілд, Місурі, США — 28 вересня 1953, Сан-Марино, Каліфорнія, США) — американський астроном; дослідник галактик, позагалактичних туманностей, сформулював закон Габбла, створив класифікацію галактик.

## Біографія
1910 року закінчив університет у Чикаго, де вивчав математику та астрономію. Після цього три роки вивчав право в Англії в Оксфордському університеті. Після повернення до США деякий час працював правником (адвокатом), вчителем та баскетбольним тренером в Нью-Олбені, штат Індіана.
1914 року повернувся до занять астрономією в Єркській обсерваторії Чиказького університету у місті Вільямс Бей, штат Вісконсин, де 1917 року йому присуджено ступінь доктора за дисертацію «Фотографічне дослідження тьмяних туманностей». Під час Першої світової війни дослужився до майора. 1919 року дістав запрошення до обсерваторії Маунт-Вілсон у Пасадені (Каліфорнія), де працював до кінця життя.
Едвін Габбл довгий час очолював рух за встановлення Нобелівської премії в галузі астрономії, але єдине чого домігся цей рух, це рішення Нобелівського комітету про те, що роботи в галузі астрономії можуть отримувати Нобелівську премію в галузі фізики.

## Науковий доробок
Основні праці Габбла присвячено вивченню галактик. 1922 року запропонував розділити спостережувані туманності на позагалактичні (галактики) і галактичні (газо-пилові). У 1924—1926 роках виявив на фотографіях деяких найближчих галактик зірки, які входять до їх складу, чим довів, що вони є зоряними системами, подібними до нашого Чумацького Шляху. 1929 року виявив залежність між червоним зсувом галактик і відстанню до них (Закон Габбла). 1935 року відкрив астероїд під номером 1373, названий ним «Цинциннаті».
На честь Габбла названо астероїд 2069 Габбл, відкритий 1955 року, а також космічний телескоп, виведений на орбіту 1990 року.

## Наукові праці
Фундаментальні праці Габбла:
- 1936 — «Царина туманностей» (англ. The Realm of the Nebulae)
- 1937 — «Спостережний підхід до космології» (англ. The Observational Approach to Cosmology)

## Нагороди
- 1938 — медаль Кетрін Брюс Тихоокеанського Астрономічного Товариства (англ. Astronomical Society of the Pacific)
- 1939 — медаль Б.Франкліна (англ. The Benjamin Franklin Medal)
- 1940 — золота медаль королівського астрономічного товариства (англ. Gold Medal of the Royal Astronomical Society)
- 1946 — французький військовий орден Médaille militaire за надзвичайний внесок у дослідження в галузі балістики.